# 獅子は我が子を千尋の谷に落とす
獅子は我が子を千尋の谷に落とす（ししはわがこをせんじんのたににおとす）は、太平記からのことわざ。

## 概要
獅子というのは生まれたばかりの我が子を深い谷に落として、そこから這い上がってきた子のみを育てるとされている。このことから、本当に我が子を深い愛情を持って育てるということは、わざと厳しい試練を与えて成長させるということである。またはそのように厳しく育てるべきであるということである。

### 由来
この言葉は太平記から来ている。太平記の桜井の別れの場面では、楠木正成が息子の楠木正行に後を託して別れる。このときに楠木正成は息子に、獅子は子を産んで3日が経てば数千丈の絶壁から放り投げて、もしその子に資質や才能があれば、教えられていなくても跳ね上がって死ぬことは無いと言う。対してこの時点での息子である楠木正行は既に10歳を過ぎており、父の言葉が1つでも耳に残っていれば、父の教えを守って間違いのないようにしなければならないと語った。